# Redemptoris Mater
Možná hledáte Kaple Redemptoris Mater.
O mezinárodních misijních seminářích pojednává článek Seminář Redemptoris Mater.
Redemptoris Mater (latinsky Matka Vykupitele) je encyklika papeže Jana Pavla II., kterou vyhlásil 25. března 1987 v bazilice svatého Petra v Římě. Text s podtitulem O Panně Marii v životě poutní církve se zabývá řadou mariologických témat.

## Pozadí

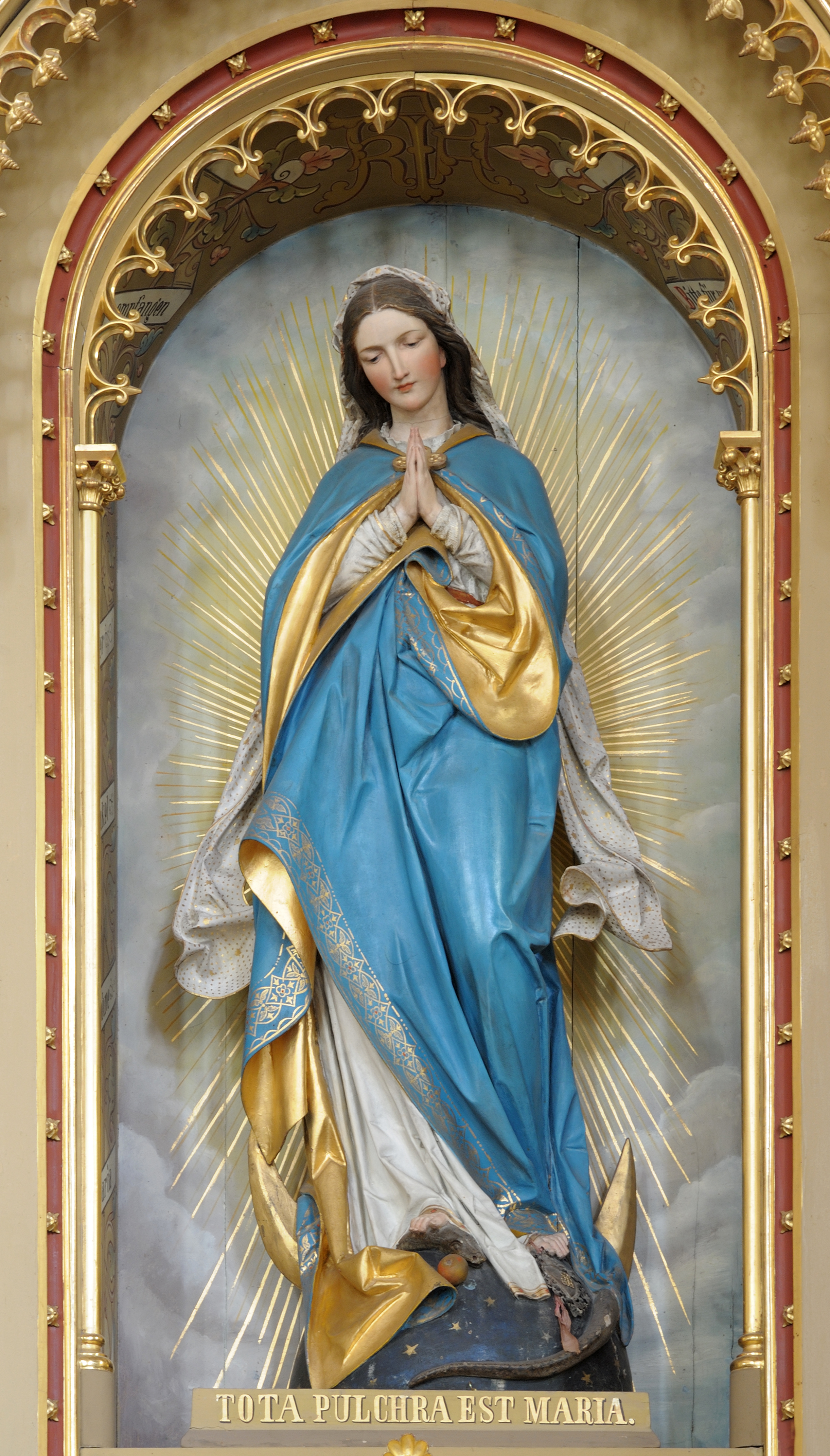
Virgo od Josefa Morodera-Lusenberga

Redemptoris Mater, kterou papež nazval „úvahou o úloze Marie v Kristově tajemství a o její aktivní a příkladné přítomnosti v životě církve“, promulgoval Jan Pavel II. v souvislosti s mariánským rokem vyhlášeným na roky 1987/88.

## Obsah
Encyklika začíná pojednáním o zvláštním místě Panny Marie v plánu spásy a pokračuje zaměřením na Mariinu roli v Kristově tajemství v první části encykliky.
Druhá část pojednává o roli Marie jako Matky Boží v centru putující církve. „Matka onoho Syna tedy, vědoma si toho, co jí bylo řečeno při Zvěstování a v následujících událostech, nese v sobě radikální ,novostʻ víry: počátek nové smlouvy.“ Na to navazuje další část třetí, kde papež Jan Pavel II. potvrdil titul Matka církve, který vyhlásil papež Pavel VI. na Druhém vatikánském koncilu 21. listopadu 1964. V této encyklice se píše: 
Maria objímá každého v církvi a objímá každého skrze církev. V tomto smyslu je Maria, Matka církve, také vzorem církve.
Část třetí se zabývá také mateřským prostřednictví (Maternal Mediation) a rolí Panny Marie jako prostřednice (Mediatrix). Papež řekl:
Dochází tedy k prostřednictví: Maria se staví mezi svého Syna a lidi v realitě jejich přání, potřeb a utrpení. Staví se „doprostřed“, to znamená, že vystupuje jako prostředník nikoli jako někdo zvenčí, ale z pozice matky. Ví, že jako taková může svého Syna upozornit na potřeby lidstva, a vlastně na to „má právo“. Její zprostředkování má tedy povahu přímluvy: Maria se „přimlouvá“ za lidstvo.
Papež připomíná, že pravoslavná církev a starověké východní církve mají Marii ve zvláštní úctě, a zmiňuje rozsáhlou uměleckou tradici, která ji zobrazuje jako Bohorodičku (Theotokos), Hodegetrii, „tu, která ukazuje cestu“, a Eleusu neboli Pannu Něžnou.

## Vlivy
Tato encyklika odráží vliv mariánského učení svatého Ludvíka de Montfort na papeže Jana Pavla II. Papež v této encyklice vyzdvihl svatého Ludvíka (který také inspiroval papežovo motto Totus Tuus) a řekl, že:
Mezi mnoha svědky a učiteli této spirituality bych rád připomněl postavu svatého Ludvíka Marie Grigniona de Montfort, který navrhuje zasvěcení se Kristu skrze Mariiny ruce jako účinný prostředek, aby křesťané věrně žili své křestní závazky.
Zárodky této encykliky lze hledat ve výroku papeže Jana Pavla II., že jako mladý seminarista „mnohokrát a s velkým duchovním užitkem četl a znovu četl“ dílo svatého Ludvíka de Montfort a že:
„Tehdy jsem pochopil, že nemohu vyloučit Matku Páně ze svého života, aniž bych zanedbal vůli Boží Trojice.“
V závěru encykliky papež uvedl: „Církev vidí Matku Boží ve spásném tajemství Krista a ve svém vlastním tajemství“.